# Joseph Edward Kurtz

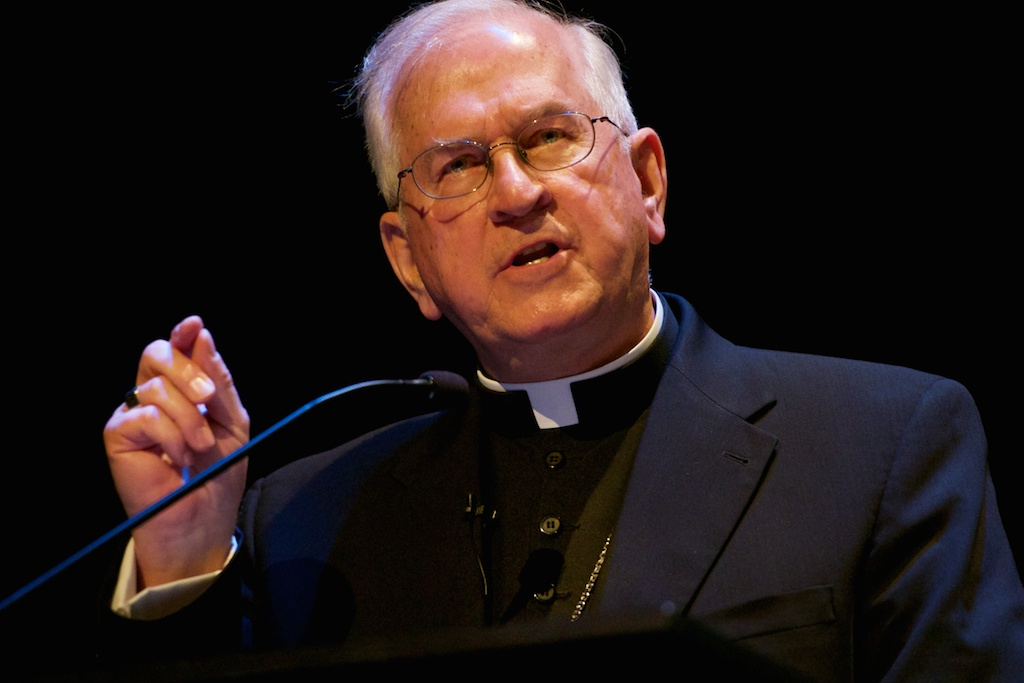
Erzbischof Joseph Edward Kurtz (2016)

Wappen von Joseph Edward Kurtz als Erzbischof von Louisville

Joseph E(dward) Kurtz (* 18. August 1946 in Shenandoah, Pennsylvania, USA) ist ein US-amerikanischer Geistlicher und emeritierter römisch-katholischer Erzbischof von Louisville.

## Leben
Joseph Edward Kurtz studierte Philosophie und Theologie am St. Charles Borromeo Seminary in Philadelphia sowie Sozialwissenschaften an der Marywood School of Social Work in Scranton, Pennsylvania. Er empfing am 18. März 1972 durch den Bischof von Allentown, Joseph Mark McShea, das Sakrament der Priesterweihe. Er war 27 Jahre lang im Bistum Allentown tätig. Er war Pfarrer in Notre Dame of Bethlehem in Bethlehem, PA, (1996–1999), und St. Mary in Catasauqua, PA, (1988–1996). Von 1976 bis 1994 war er für das Catholic Social Agency and Family Life Bureau tätig, zuletzt als geschäftsführender Direktor. Zudem war er Diözesankoordinator für Gesundheitsfragen von 1991 bis 1998. Er lehrte am Mary Immaculate Seminary und am St. Pius X Seminary. 1986 wurde er von Papst Johannes Paul II. zum Monsignore ernannt.
Er hatte zahlreiche Verwaltungs- und Aufsichtsratsposten inne, u. a. bei der Pennsylvania Catholic Conference (1977–1998), als Präsident der Catholic Social Agency (1988–1999) und als Mitglied der Association of Christian Denominational Leaders (2000–2007). Er war Mitglied der 2002 Class of Leadership Knoxville.
Als Vizepräsident der Bischofskonferenz der Vereinigten Staaten vertrat er diese in zahlreichen Organisationen, darunter der Catholic Extension Society, der Catholic Social Workers National Association und der Catholic University of America sowie der National Catholic Bioethics Center.
Am 26. Oktober 1999 ernannte ihn Papst Johannes Paul II. zum Bischof von Knoxville. Der Apostolische Nuntius in den Vereinigten Staaten, Erzbischof Gabriel Montalvo Higuera, spendete ihm am 8. Dezember 1999 die Bischofsweihe; Mitkonsekratoren waren der Bischof von Allentown, Edward Peter Cullen, und der Erzbischof von Louisville, Thomas Cajetan Kelly OP.
Am 12. Juni 2007 ernannte ihn Papst Benedikt XVI. zum Erzbischof von Louisville. Die Amtseinführung erfolgte am 15. August 2007.
Am 12. November 2013 wurde er zum Vorsitzenden der Bischofskonferenz der Vereinigten Staaten (USCCB) gewählt, was er bis November 2016 blieb.
Vom 24. Oktober 2018 bis zum 2. April 2019 war er zudem nach der Amtsenthebung von Martin David Holley Apostolischer Administrator von Memphis.
Am 8. Februar 2022 nahm Papst Franziskus seinen altersbedingten Rücktritt an.